# Anopheles claviger
Anopheles claviger is een muggensoort uit de familie van de steekmuggen (Culicidae). De wetenschappelijke naam van de soort is voor het eerst geldig gepubliceerd in 1804 door Meigen.
Deze soort kwam in het verleden zeer talrijk voor in Åland, en was daar gedurende 150 jaar verantwoordelijk voor de verspreiding van malaria, met ernstige uitbraken in de 18e eeuw en in 1853 and 1862.